# پروفسور زلاتارسکی
پروفسور زلاتارسکی (به بلغاری: Profesor Zlatarski) یک منطقهٔ مسکونی در بلغارستان است که در شهرستان ترول واقع شده‌است.